# إيزيكيل فرنانديز (لاعب كرة قدم)
إيزيكيل فرنانديز (بالإسبانية: Ezequiel Fernández)‏ هو لاعب كرة قدم أرجنتيني في مركز الوسط، ولد في يوليو 2002 في بوينس آيرس في الأرجنتين. لعب مع بوكا جونيورز.

## وصلات خارجية
- حزقيال فرنانديز على موقع قاعدة بيانات كرة القدم.إي يو (الإنجليزية)
- حزقيال فرنانديز على موقع Soccerbase.com (لاعب) (الإنجليزية)
- حزقيال فرنانديز على موقع Soccerway.com (الإنجليزية)
- حزقيال فرنانديز على موقع عالم كرة القدم.نت (الإنجليزية)
- حزقيال فرنانديز على موقع اللجنة الأولمبية الدولية (الإنجليزية)